# 2009년 4월
| 2009년: 1월 · 2월 · 3월 · 4월 · 5월 · 6월 · 7월 · 8월 · 9월 · 10월 · 11월 · 12월 |

| <          | 2009년 4월 | 2009년 4월 | 2009년 4월 | 2009년 4월 | 2009년 4월 | >           |
| 일         | 월         | 화         | 수         | 목         | 금         | 토          |
|            |            |            | 1 3.6 병자 | 2 7 정축   | 3 8 무인   | 4 9 기묘    |
| 5 10 경진  | 6 11 신사  | 7 12 임오  | 8 13 계미  | 9 14 갑신  | 10 15 을유 | 11 16 병술  |
| 12 17 정해 | 13 18 무자 | 14 19 기축 | 15 20 경인 | 16 21 신묘 | 17 22 임진 | 18 23 계사  |
| 19 24 갑오 | 20 25 을미 | 21 26 병신 | 22 27 정유 | 23 28 무술 | 24 29 기해 | 25 4.1 경자 |
| 26 2 신축  | 27 3 임인  | 28 4 계묘  | 29 5 갑진  | 30 6 을사  |            |             |

| - 4월 16일 - 미하일 박 편집하기 |

## 2009년4월 30일
- 대한민국 노무현 전 대통령이 검찰에 소환되었다.

## 2009년4월 29일
- 대한민국에서 4월 29일 재보궐선거가 국회의원 5곳(인천 부평구을, 울산 북구, 전북 전주 완산구 갑, 전북 전주 덕진구,경북 경주), 기초단체장 1곳(경기 시흥), 광역의원 3곳, 기초의원 5곳, 교육감 2곳(충남, 경북)에서 치러졌다.

## 2009년4월 26일
- 2009년 대한민국 재보궐선거 울산 북구에서 출마한 민주노동당의 김창현 후보와 진보신당의 조승수 후보는 조승수 후보로 단일화하기로 결정했다.

## 2009년4월 25일
- 유엔 안보리 대북제재위원회는 현지시간 24일 오후 유엔본부에서 회의를 열어 조선민주주의인민공화국의 로켓 발사와 관련한 제재 대상으로 조선민주주의인민공화국의 기업 3곳을 선정했다.
- 조선민주주의인민공화국은 현지시간 24일 유엔 안보리 대북제재위원회가 조선민주주의인민공화국의 로켓 발사에 대한 대응으로 조선민주주의인민공화국 기업 3곳을 자산동결 등 제재 대상으로 선정한 것과 관련 "이를 철저히 배격한다"며 반발했다.
- 남아프리카 공화국에서 지난 4월 22일 실시된 총선 개표 결과, 집권당인 아프리카 민족회의(ANC)가 압도적인 지지율로 승리를 궈뒀다. 이에 따라 ANC의 대통령 후보인 제이콥 주마 총재는 다음달 6일 의회 투표를 거쳐 9일 남아공의 네 번째 흑인 대통령으로 취임하게 된다.

## 2009년4월 24일
- 독일에서 2006년 독일 월드컵을 앞두고 국가대표팀 혼혈 선수를 비방하는 전단을 제작해 선동, 모욕 혐의로 기소된 NPD 당수와 간부 2명에 대해 유죄가 인정됐다.
- 멕시코와 미국 일부 지역에서 신종 바이러스인 돼지독감이 번지면서 약10명의 사망자가 발생하였다.
- 이라크 바그다드의 시아파 사원 인근에서 여성 2명에 의한 자살폭탄공격이 발생, 60명이 숨지고 159명이 다쳤다고 현지 경찰이 밝혔다.
- 조선민주주의인민공화국은 조선중앙통신사 보도를 통해 "미국 기자들의 범죄 자료에 기초해 그들을 재판에 회부하기로 정식 결정했다"고 밝혔다.

## 2009년4월 23일
- 이라크 바그다드에서 폭탄 조끼를 입은 한 무장대원이 종파분쟁 난민들에게 구호품을 나눠주고 있던 경찰관 사이에서 폭탄을 터뜨려 28명이 숨지고 52명이 다쳤다
- 이라크 북부 무크다디야 지역에서는 폭탄을 실은 트럭이 식당을 덮쳐 45명이 숨지고 55명이 다쳤다.

## 2009년4월 22일
- 연쇄살인범 강호순이 8명의 부녀자를 살해한 혐의와 장모집 방화사건 등을 모두 유죄로 인정되어 사형을 선고받았다.

## 2009년4월 21일
- 유럽 남방 천문대는 지금까지 발견된 외계 행성들 중 지구와 가장 비슷한 크기의 글리제 581 e를 발견했다고 공식 발표했다.

## 2009년4월 20일
- 인터넷 논객 미네르바가 허위사실 유포 등에 대해 무죄를 선고받았다.

## 2009년4월 14일
- 마이크로소프트에서 윈도우 XP 서비스팩 1의 지원을 중단하였으며, 이와 동시에 마이크로소프트 오피스 2003의 메인스트림 지원을 중단했다.

## 2009년4월 13일
- 폴란드 서부 카미엔포모르스키에 있는 노숙자 보호소에서 화재가 발생, 최소 21명 이상이 사망하였다.
- 유엔 안전보장이사회에서 조선민주주의인민공화국의 광명성 2호 발사를 비난하는 내용의 의장 성명안을 채택하였고, 조선민주주의인민공화국은 이에 반발, 6자 회담의 불참을 선언하고 국제 원자력 기구(IAEA)의 사찰요원을 추방하였다.

## 2009년4월 9일
- 알제리 대통령 선거에서 압델아지즈 부테플리카가 90% 이상의 득표율로 세 번째로 당선되었다.

## 2009년4월 7일
- 대한민국의 노무현 전 대통령이 자신의 홈페이지 '사람사는 세상'에 부인인 권양숙 여사가 박연차로부터 금품을 수수한 사실을 담은 대국민 사과문을 올렸다.

## 2009년4월 6일
- 이탈리아 중부 아브루초주 라퀼라 인근에서 리히터 규모 약 6에 해당하는 지진이 발생하여 최소 150명 이상이 사망하였다.

## 2009년4월 5일
- 조선민주주의인민공화국이 오전 11시 30분 15초 경 함경북도 화대군 무수단리 발사장에서 미사일이 아닌 인공위성 광명성 2호를 탑재한 은하 2호를 발사하였다.
- 덴마크의 아네르스 포그 라스무센 총리가 북대서양 조약 기구(NATO) 사무총장으로 지명되었고, 후임 총리로 라르스 뢰케 라스무센이 임명되었다.

## 2009년4월 4일
- OECD가 필리핀, 코스타리카, 라부안, 말레이시아를 조세 피난처로 악용되고 있다며 블랙리스트 국가로 지정했다.
- 미국의 원격조정 비행기 미사일이 파키스탄의 북 와지리스탄에 떨어져 13명 이상이 숨졌다.
- 조선민주주의인민공화국이 은하 2호의 발사를 예고하였으나, 발사하지 않았다.

## 2009년4월 3일
- 미국의 일자리가 3월에만 66만여 개 축소돼 실직률이 8.5%로 올랐다.
- 프랑스 경찰이 나토 회의에 대항하는 시위자 300명을 체포했다.
- 타이군과 캄보디아군의 무기고교환 과정에서 군인 4명이 숨졌다.
- 미 아이오와주 법원이 동성결혼을 허용했다.
- 아일랜드의 수도 더블린의 서쪽인 클론달킨에서 40명 정도가 폭동을 일으켰다.
- 뉴욕 빈가므톤에 있는 미국시민권협회(American Civic Association)에서 총격 사건이 일어나 14명이 죽고 26명이 부상했다.

## 2009년4월 1일
- 대한민국 축구 대표팀이 서울 월드컵 경기장에서 열린 2010년 FIFA 월드컵 최종예선에서 김치우의 결승골에 힘입어 1-0으로 북한에게 이겼다
- 미국과 러시아가 전략무기제한협정에 착수했다.
- 북해 인근에서 유로콥터 AS332기가 불시착하면서 최소 8명이 숨졌다.
- 알바니아와 크로아티아가 북대서양조약기구에 참여하기로 했다.
- 스웨덴 의회가 동성의 결혼을 법적으로 허용했다.